# Seznam dílů seriálu Black Lightning
Toto je seznam dílů seriálu Black Lightning. Americký dramatický televizní seriál Black Lightning byl vysílán v letech 2018–2021 na stanici The CW. Ve čtyřech řadách vzniklo celkem 58 dílů.

## Přehled řad
| Řada | Díly | Premiéra v USA | Premiéra v USA  |
| Řada | Díly | První díl      | Poslední díl    |
| ---- | ---- | -------------- | --------------- |
| 1    | 13   | 16. ledna 2018 | 17. dubna 2018  |
| 2    | 16   | 9. října 2018  | 18. března 2019 |
| 3    | 16   | 7. října 2019  | 9. března 2020  |
| 4    | 13   | 8. února 2021  | 24. května 2021 |

## Seznam dílů

### První řada (2018)
| Č. v seriálu | Č. v řadě | Původní název                                                  | Český název                                   | Režie           | Scénář                    | Premiéra v USA  | Prod. kód | Sledovanost v USA (v mil. diváků) |
| ------------ | --------- | -------------------------------------------------------------- | --------------------------------------------- | --------------- | ------------------------- | --------------- | --------- | --------------------------------- |
| 1            | 1         | The Resurrection                                               | Zmrtvýchvstání                                | Salim Akil      | Salim Akil                | 16. ledna 2018  | T43.10001 | 2,31                              |
| 2            | 2         | LaWanda: The Book of Hope                                      | LaWanda: Kniha naděje                         | Oz Scott        | Salim Akil                | 23. ledna 2018  | T43.10002 | 1,94                              |
| 3            | 3         | LaWanda: The Book of Burial                                    | LaWanda: Kniha pohřbů                         | Mark Tonderai   | Jan Nash                  | 30. ledna 2018  | T43.10003 | 2,21                              |
| 4            | 4         | Black Jesus                                                    | Černý Ježíš                                   | Michael Schultz | Pat Charles               | 6. února 2018   | T43.10004 | 1,88                              |
| 5            | 5         | And Then the Devil Brought the Plague: The Book of Green Light | A pak ďábel seslal mor: Kniha zeleného světla | Rose Troche     | Adam Giaudrone            | 13. února 2018  | T43.10005 | 1,81                              |
| 6            | 6         | Three Sevens: The Book of Thunder                              | Tři sedmy: Kniha hromu                        | Benny Boom      | Charles D. Holland        | 27. února 2018  | T43.10006 | 1,64                              |
| 7            | 7         | Equinox: The Book of Fate                                      | Rovnodennost: Kniha osudu                     | Billy Woodruff  | Lamont Magee              | 6. března 2018  | T43.10007 | 1,46                              |
| 8            | 8         | The Book of Revelations                                        | Kniha zjevení                                 | Tanya Hamilton  | Jan Nash                  | 13. března 2018 | T43.10008 | 1,45                              |
| 9            | 9         | The Book of Little Black Lies                                  | Kniha malých temných lží                      | Tawnia McKernan | Keli Goff                 | 20. března 2018 | T43.10009 | 1,55                              |
| 10           | 10        | Sins of the Father: The Book of Redemption                     | Hříchy otce: Kniha vykoupení                  | Eric Laneuville | Pat Charles               | 27. března 2018 | T43.10010 | 1,55                              |
| 11           | 11        | Black Jesus: The Book of Crucifixion                           | Černý Ježíš: Kniha ukřižování                 | Michael Schultz | Melora Rivera             | 3. dubna 2018   | T43.10011 | 1,50                              |
| 12           | 12        | The Resurrection and the Light: The Book of Pain               | Vzkříšení a světlo: Kniha bolesti             | Oz Scott        | Jan Nash a Adam Giaudrone | 10. dubna 2018  | T13.10012 | 1,54                              |
| 13           | 13        | Shadow of Death: The Book of War                               | Stín smrti: Kniha války                       | Salim Akil      | Charles D. Holland        | 17. dubna 2018  | T43.10013 | 1,68                              |

### Druhá řada (2018–2019)
| Č. v seriálu | Č. v řadě | Původní název                                                         | Český název                                               | Režie                      | Scénář                    | Premiéra v USA     | Prod. kód | Sledovanost v USA (v mil. diváků) |
| ------------ | --------- | --------------------------------------------------------------------- | --------------------------------------------------------- | -------------------------- | ------------------------- | ------------------ | --------- | --------------------------------- |
| 14           | 1         | The Book of Consequences: Chapter One: Rise of the Green Light Babies | Kniha následků: 1. kapitola: Vzestup dětí Zeleného světla | Salim Akil                 | Salim Akil                | 9. října 2018      | T43.10051 | 1,16                              |
| 15           | 2         | The Book of Consequences: Chapter Two: Black Jesus Blues              | Kniha následků: 2. kapitola: Trápení Černého Ježíše       | Oz Scott                   | Charles D. Holland        | 16. října 2018     | T43.10052 | 1,02                              |
| 16           | 3         | The Book of Consequences: Chapter Three: Master Lowry                 | Kniha následků: 3. kapitola: Ředitel Lowry                | Rose Troche                | Jan Nash                  | 23. října 2018     | T43.10053 | 1,18                              |
| 17           | 4         | The Book of Consequences: Chapter Four: Translucent Freak             | Kniha následků: 4. kapitola: Průsvitná příšera            | Salli Richardson-Whitfield | Adam Giaudrone            | 30. října 2018     | T43.10054 | 0,97                              |
| 18           | 5         | The Book of Blood: Chapter One: Requiem                               | Kniha krve: 1. kapitola: Rekviem                          | Michael Schultz            | Lamont Magee              | 13. listopadu 2018 | T43.10055 | 0,90                              |
| 19           | 6         | The Book of Blood: Chapter Two: The Perdi                             | Kniha krve: 2. kapitola: Perdiové                         | Oz Scott                   | Pat Charles               | 20. listopadu 2018 | T43.10056 | 0,99                              |
| 20           | 7         | The Book of Blood: Chapter Three: The Sange                           | Kniha krve: 3. kapitola: Sangové                          | Eric Laneuville            | Keli Goff                 | 27. listopadu 2018 | T43.10057 | 1,06                              |
| 21           | 8         | The Book of Rebellion: Chapter One: Exodus                            | Kniha vzpoury: 1. kapitola: Exodus                        | Tawnia McKiernan           | Jake Waller               | 4. prosince 2018   | T43.10058 | 0,96                              |
| 22           | 9         | The Book of Rebellion: Chapter Two: Gift of the Magi                  | Kniha vzpoury: 2. kapitola: Dary mudrců                   | Benny Boom                 | Adam Giaudrone            | 11. prosince 2018  | T43.10059 | 1,13                              |
| 23           | 10        | The Book of Rebellion: Chapter Three: Angelitos Negros                | Kniha vzpoury: 3. kapitola: Černí andílci                 | Salim Akil                 | Jan Nash a J. Allen Brown | 21. ledna 2019     | T43.10060 | 0,86                              |
| 24           | 11        | The Book of Secrets: Chapter One: Prodigal Son                        | Kniha tajemství: 1. kapitola: Marnotratný syn             | Rob Hardy                  | Pat Charles               | 28. ledna 2019     | T43.10061 | 0,93                              |
| 25           | 12        | The Book of Secrets: Chapter Two: Just and Unjust                     | Kniha tajemství: 2. kapitola: Spravedliví i nespravedliví | Jeff Byrd                  | Charles D. Holland        | 4. února 2019      | T43.10062 | 0,95                              |
| 26           | 13        | The Book of Secrets: Chapter Three: Pillar of Fire                    | Kniha tajemství: 3. kapitola: Ohnivý pilíř                | Robert Townsend            | Lamont Magee              | 11. února 2019     | T43.10063 | 0,94                              |
| 27           | 14        | The Book of Secrets: Chapter Four: Original Sin                       | Kniha tajemství: 4. kapitola: Prvotní hřích               | Oz Scott                   | Pat Charles a Keli Goff   | 4. března 2019     | T43.10064 | 0,77                              |
| 28           | 15        | The Book of the Apocalypse: Chapter One: The Alpha                    | Kniha apokalypsy: 1. kapitola: Alfa                       | Salim Akil                 | Jan Nash                  | 11. března 2019    | T43.10065 | 0,75                              |
| 29           | 16        | The Book of the Apocalypse: Chapter Two: The Omega                    | Kniha apokalypsy: 2. kapitola: Omega                      | Salim Akil                 | Charles D. Holland        | 18. března 2019    | T43.10066 | 0,85                              |

### Třetí řada (2019–2020)
| Č. v seriálu | Č. v řadě | Původní název                                                         | Český název                                                 | Režie           | Scénář                                   | Premiéra v USA     | Prod. kód | Sledovanost v USA (v mil. diváků) |
| ------------ | --------- | --------------------------------------------------------------------- | ----------------------------------------------------------- | --------------- | ---------------------------------------- | ------------------ | --------- | --------------------------------- |
| 30           | 1         | The Book of Occupation: Chapter One: Birth of the Blackbird           | Kniha okupace: 1. kapitola: Zrození Blackbird               | Salim Akil      | Salim Akil                               | 7. října 2019      | T43.10101 | 0,89                              |
| 31           | 2         | The Book of Occupation: Chapter Two: Maryam's Tasbih                  | Kniha okupace: 2. kapitola: Maryamina modlitba              | Oz Scott        | Charles D. Holland                       | 14. října 2019     | T43.10102 | 0,63                              |
| 32           | 3         | The Book of Occupation: Chapter Three: Agent Odell's Pipe-Dream       | Kniha okupace: 3. kapitola: Bláhový sen agenta Odella       | Benny Boom      | Pat Charles                              | 21. října 2019     | T43.10103 | 0,61                              |
| 33           | 4         | The Book of Occupation: Chapter Four: Lynn's Ouroboros                | Kniha okupace: 4. kapitola: Lynnin hadí symbol              | Mary Lou Belli  | Adam Giaudrone                           | 28. října 2019     | T43.10104 | 0,52                              |
| 34           | 5         | The Book of Occupation: Chapter Five: Requiem for Tavon               | Kniha okupace: 5. kapitola: Rekviem za Tavona               | Robert Townsend | Brusta Brown a John Mitchell Todd        | 11. listopadu 2019 | T43.10105 | 0,71                              |
| 35           | 6         | The Book of Resistance: Chapter One: Knocking on Heaven's Door        | Kniha odboje: 1. kapitola: Klepání na nebeskou bránu        | Jeff Byrd       | Lamont Magee                             | 18. listopadu 2019 | T43.10106 | 0,62                              |
| 36           | 7         | The Book of Resistance: Chapter Two: Henderson's Opus                 | Kniha odboje: 2. kapitola: Hendersonovo dílo                | Oz Scott        | Lynelle White                            | 25. listopadu 2019 | T43.10107 | 0,65                              |
| 37           | 8         | The Book of Resistance: Chapter Three: The Battle of Franklin Terrace | Kniha odboje: 3. kapitola: Bitva o Franklin Terrace         | Neema Barnette  | Jake Waller                              | 2. prosince 2019   | T43.10108 | 0,60                              |
| 38           | 9         | The Book of Resistance: Chapter Four: Earth Crisis                    | Kniha odboje: 4. kapitola: Pozemská krize                   | Tasha Smith     | Lamont Magee                             | 9. prosince 2019   | T43.10109 | 0,90                              |
| 39           | 10        | The Book of Markovia: Chapter One: Blessings and Curses Reborn        | Kniha Markovie: 1. kapitola: Staronová prokletí a požehnání | Eric Laneuville | J. Allen Brown                           | 20. ledna 2020     | T43.10110 | 0,54                              |
| 40           | 11        | The Book of Markovia: Chapter Two: Lynn's Addiction                   | Kniha Markovie: 2. kapitola: Lynnina závislost              | Michael Schultz | André Edmonds                            | 27. ledna 2020     | T43.10111 | 0,66                              |
| 41           | 12        | The Book of Markovia: Chapter Three: Motherless ID                    | Kniha Markovie: 3. kapitola: Osiřelá identita               | Bille Woodruff  | Adam Giaudrone a Lynelle White           | 3. února 2020      | T43.10112 | 0,72                              |
| 42           | 13        | The Book of Markovia: Chapter Four: Grab the Strap                    | Kniha Markovie: 4. kapitola: Vezmi zbraň                    | Salim Akil      | Charles D. Holland a Asheleigh O. Conley | 10. února 2020     | T43.10113 | 0,65                              |
| 43           | 14        | The Book of War: Chapter One: Homecoming                              | Kniha války: 1. kapitola: Návrat domů                       | Benny Boom      | Brusta Brown a John Mitchell Todd        | 24. února 2020     | T43.10114 | 0,64                              |
| 44           | 15        | The Book of War: Chapter Two: Freedom Ain't Free                      | Kniha války: 2. kapitola: Svoboda není zadarmo              | Oz Scott        | Pat Charles                              | 2. března 2020     | T43.10115 | 0,62                              |
| 45           | 16        | The Book of War: Chapter Three: Liberation                            | Kniha války: 3. kapitola: Osvobození                        | Salim Akil      | Charles D. Holland                       | 9. března 2020     | T43.10116 | 0,55                              |

### Čtvrtá řada (2021)
| Č. v seriálu | Č. v řadě | Původní název                                                     | Český název                                               | Režie           | Scénář                            | Premiéra v USA  | Prod. kód | Sledovanost v USA (v mil. diváků) |
| ------------ | --------- | ----------------------------------------------------------------- | --------------------------------------------------------- | --------------- | --------------------------------- | --------------- | --------- | --------------------------------- |
| 46           | 1         | The Book of Reconstruction: Chapter One: Collateral Damage        | Kniha rekonstrukce: 1. kapitola: Vedlejší škody           | Salim Akil      | Salim Akil                        | 8. února 2021   | T43.10151 | 0,52                              |
| 47           | 2         | The Book of Reconstruction: Chapter Two: Unacceptable Losses      | Kniha rekonstrukce: 2. kapitola: Nepřijatelné ztráty      | Billie Woodruff | Charles D. Holland                | 15. února 2021  | T43.10152 | 0,44                              |
| 48           | 3         | The Book of Reconstruction: Chapter Three: Despite All My Rage…   | Kniha rekonstrukce: 3. kapitola: Přes veškerý svůj vztek… | Salim Akil      | Brusta Brown a John Mitchell Todd | 22. února 2021  | T43.10153 | 0,37                              |
| 49           | 4         | The Book of Reconstruction: Chapter Four: A Light in the Darkness | Kniha rekonstrukce: 4. kapitola: Světlo ve tmě            | Mary Lou Belli  | Lamont Magee                      | 1. března 2021  | T43.10154 | 0,41                              |
| 50           | 5         | The Book of Ruin: Chapter One: Picking Up the Pieces              | Kniha zkázy: 1. kapitola: Zachytávání částic              | Bille Woodruff  | Adam Giaudrone                    | 8. března 2021  | T43.10155 | 0,46                              |
| 51           | 6         | The Book of Ruin: Chapter Two: Theseus's Ship                     | Kniha zkázy: 2. kapitola: Théseova loď                    | Mary Lou Belli  | Jake Waller                       | 15. března 2021 | T43.10156 | 0,48                              |
| 52           | 7         | Painkiller                                                        | Painkiller                                                | Salim Akil      | Salim Akil                        | 12. dubna 2021  | T43.10157 | 0,39                              |
| 53           | 8         | The Book of Ruin: Chapter Three: Things Fall Apart                | Kniha zkázy: 3. kapitola: Věci se komplikují              | Bille Woodruff  | Andre Edmonds                     | 19. dubna 2021  | T43.10158 | 0,42                              |
| 54           | 9         | The Book of Ruin: Chapter Four: Lyding                            | Kniha zkázy: 4. kapitola: Lyding                          | Keesha Sharp    | J. Allen Brown                    | 26. dubna 2021  | T43.10159 | 0,32                              |
| 55           | 10        | The Book of Reunification: Chapter One: Revelations               | Kniha znovusjednocení: 1. kapitola: Odhalení              | Benny Boom      | Jamila Daniel                     | 3. května 2021  | T43.10160 | 0,32                              |
| 56           | 11        | The Book of Reunification: Chapter Two: Trial and Errors          | Kniha znovusjednocení: 2. kapitola: Metoda pokusu a omylu | Bille Woodruff  | Asheleigh O. Conley               | 10. května 2021 | T43.10161 | 0,30                              |
| 57           | 12        | The Book of Resurrection: Chapter One: Crossroads                 | Kniha znovuvzkříšení: 1. kapitola: Rozcestí               | Benny Boom      | Brusta Brown a John Mitchell Todd | 17. května 2021 | T43.10162 | 0,36                              |
| 58           | 13        | The Book of Resurrection: Chapter Two: Closure                    | Kniha znovuvzkříšení: 2. kapitola: Zakončení              | Salim Akil      | Charles D. Holland                | 24. května 2021 | T43.10163 | 0,50                              |